# Košické Oľšany
Košické Oľšany (maďarsky Kassaolcsvár, dříve Nižný Olčvar a Vyšný Olčvar) je obec na Slovensku. Leží 9 km východně od Košic v okrese Košice-okolí. V roce 2023 zde žilo 1 363 obyvatel, rozloha obce činí 8,67 km².

## Poloha
Košické Oľšany se nachází na východním okraji Košic, asi šest kilometrů vzdušnou čarou od centra, na levém břehu řeky Torysy. Údolí řeky směřuje na západ od obce ke Košické hoře, její tok je chráněn jako chráněná oblast Dolný tok Torysy.
Sousedními obcemi jsou Rozhanovce na severu, Ďurďošík na severovýchodě, Olšovany na jihovýchodě, Sady nad Torysou na jihu a Košice na západě.

## Historie
Oblast byla osídlena již v 2. tisíciletí př. n. l., první písemné zmínky pak pocházejí z roku 1288, kdy je obec zmiňována jako villa Olchwar. Blízkost obce ke Košicím a dobré dopravní spojení vedlo v posledních letech k nárůstu obyvatel až na dnešní stav. V roce 1991 měla obec jen 895 obyvatel, ale v roce 2010 zde žilo už 1239 obyvatel.

## Pamětihodnosti
- Kostel svatého Štěpána – římskokatolický kostel z roku 1810, rekonstruován v letech 1875–1879 a 1911. Jednolodní klasicistní stavba s pravoúhle ukončeným presbytářem a věží tvořící součást její základny. Stojí na místě staršího středověkého kostela. Úpravami prošel v letech 1875-1879 a 1911. Interiér je zaklenutý pruskými klenbami, presbytář konchou. Hlavní oltář je neogotický od E. Lengyela-Reinfussa.[5] Fasády kostela jsou členěny lizénami, věž mírně vystupuje z průčelí jako rizalit, ukončena je barokní helmicí.